# Adrien Mondot
Pour les articles homonymes, voir Mondot.
Adrien Mondot, né à Grenoble le 10 avril 1979, est un artiste multidisciplinaire français. Il vit et travaille à Lyon et dans la Drôme, à Crest,.

## Biographie
Informaticien de formation, il est aussi jongleur. Après avoir passé trois années à l’Institut national de recherche en informatique et en automatique (INRIA de Grenoble), en tant qu'étudiant chercheur, il crée sa compagnie, la Cie Adrien M en 2004 pour présenter à « Jeunes Talents Cirque » (JTC) son premier projet, Convergence 1.0, spectacle mêlant le jonglage et l'informatique. Il développe dans ce but son logiciel eMotion, outil de création numérique, dédié à l’écriture du mouvement. Lauréat des JTC en septembre 2004, il est ensuite accueilli en résidence au Manège de Reims, scène nationale, pour trois ans. Il y finalise Convergence 1.0, dont la création a lieu en octobre 2005, qui reçoit un bon accueil critiqueet y crée reTime, et Kronoskop.
De janvier 2009 à décembre 2011, il est artiste associé à l'Hexagone, scène nationale de Meylan en Isère. La compagnie remporte le Grand Prix du jury lors de la compétition internationale Danse et nouvelles technologies, organisée par le festival Bains numériques à Enghien-les-Bains en juin 2009 avec le projet Cinématique, dont la création suit, à l'Hexagone, en janvier 2010.
Il collabore avec de nombreux artistes chorégraphes, danseurs, ou musiciens (Stéphanie Aubin, pour Légendes en 2007, Wajdi Mouawad, pour Ciels en 2009, Pierre Guillois, pour Grand Fracas issu de Rien, au Théâtre du Peuple de Bussang, en juillet 2011, Mourad Merzouki, pour Pixel en 2014).
Il s'associe en 2011 à Claire Bardainne (artiste plasticienne, graphiste et scénographe), la compagnie devenant cie Adrien M & Claire B. De cette collaboration sont issus les expositions XYZT, les paysages abstraits, Mirages et Miracles et les spectacles Un Point c'est Tout, créé à l'Hexagone de Meylan en décembre 2011, Hakanaï en décembre 2013, Le mouvement de l'air en octobre 2015.
Depuis 2015, réalité virtuelle et réalité augmentée font partie de leurs axes de recherche.
Il figure au palmarès des Prix SACD 2015 en recevant avec Claire Bardainne le prix de la Création Interactive.
L'installation immersive En Amour, créée avec Claire Bardainne au musée de la Musique pour la Philharmonie de Paris, est en sélection officielle au Festival de Cannes 2024 dans le cadre de la compétition immersive. 
Citation d’Adrien Mondot à propos de son travail :
« Je pars de l’axiome que le mouvement est un vecteur d’émotion. Pour un informaticien, considérer cet axiome implique de fournir des outils de création suffisamment précis et expressifs [...] si l’on considère que les mathématiques, la physique et l’ensemble des sciences sont des outils/langages développés à l’origine pour décrire notre monde il est séduisant de se dire que l’on peut s’en servir, […] pour décrire d’autres mondes, des mondes artistiques... ».

## Œuvres
Spectacles
- 2003 : Fausses notes et Chutes de balle
- 2005 : Convergence 1.0
- 2006 : reTime
- 2010 : Cinématique
- 2011 : Un point c'est tout
- 2013 : Hakanaï
- 2015 : Le mouvement de l'air
- 2019 : Acqua Alta[12]
- 2021 : Vanishing Act[13]

Collaborations
- Légendes de Stéphanie Aubin[14] (2007)
- Ciels de Wajdi Mouawad[15] (2009)
- Grand Fracas issu de Rien de Pierre Guillois[16] (2011)
- Pixel avec Mourad Merzouki[17] (2014)
- Scary beauty, adieux de Jérémie Bélingard à l'Opéra de Paris, mai 2017[18]
- Équinoxe, avec le groupe Limousine, Philharmonie de Paris, octobre 2019[19]
- Piano Piano, avec le musicien Babx, joué entre autres au Printemps de Bourges et aux Nuits de Fourvière 2024[20]
- Encyclies, avec la pianiste Nathalie Morazin, créé à la Maison des Métallos en novembre 2024[21]

Expositions
- XYZT (2010)

- XYZT, Les paysages abstraits[22] (2011)
- XYZT, Les paysages abstraits/Jouer avec la lumière (Palais de la Découverte, Paris 2015)
- Mirages & Miracles (Les Subsistances, Lyon décembre 2017)[23]

- Faire Corps (La Gaîté-Lyrique, Paris 2020), exposition regroupant XYZT, L’ombre de la vapeur, en version adaptée pour le lieu, Core et Effluve deux pièces contemplatives créées pour l'occasion[24].
- Carte blanche à Adrien M & Claire B, exposition rétrospective à la halle Tropisme de Montpellier[25]

Installations
- Sens dessus-dessous[26], (2010-2011), installation sur les façades du Théâtre Auditorium de Poitiers
- L'ombre de la vapeur (Fondation d'entreprise Martell, Cognac 2018)[27],[28]
- Core, installation sonore et vidéo, 2020 Paris, La Gaîté Lyrique [24]
- Faune, exposition dans l'espace public d'affiches en réalité augmentée, en collaboration avec le collectif Brest Brest Brest, 2021 Valence[29],[30],[31]
- Dernière Minute (Festival Tropisme, mai 2022 Montpellier) installation expérience immersive[32],[25]
- En amour (2024, Philharmonie de Paris) installation expérience immersive[33]

Publications
- La neige n'a pas de sens (2016, éditions Subjectile), monographie contenant 6 œuvres en réalité augmentée
- Acqua Alta (2020), un livre en pop-up et réalité augmentée
- Faune (2021), coffret de 10 affiches en réalité augmentée

## Prix et distinctions
- 2004 : Lauréat de Jeunes Talents Cirque pour son projet Convergence 1.0
- 2009 : Prix Danse et nouvelles technologies au festival Bains Numériques pour le projet Cinématique[34]
- 2015 : Prix de la Création Interactive aux Prix SACD
- 2020 : Prix Interactive Experience au 2020 Citic Press Lightening Selection[35] pour le livre pop-up Acqua Alta
- 2021 : Prix d'excellence au 24th Japan Media Arts Festival[36] pour le livre pop-up Acqua Alta
- 2021 : Prix spécial du jury au NewImages Festival du forum des images[37] pour le livre pop-up Acqua Alta